# Desideri de Tolosa
Desideri o Didier (? - 587) fou dux de Tolosa de Llenguadoc (o part d'Aquitània) per compte del rei de Nèustria Khilperic I. Se'l suposa natiu d'Albi o almenys de l'Albigès on tenia les seves terres.
Aquitània havia patit la incursió dels saxons el 573 quan potser encara governava el dux Launebod. Després d'això es va iniciar la guerra entre Khilperic I de Nèustria i Sigebert I d'Austràsia (561-575) que eren germans. Sigebert va ocupar Poitiers i Turena. Khilderic va enviar (574) al seu fill Teodebert (o Teodobert) amb un exèrcit cap a la Turena que va sotmetre es va estendre cap a tota la part d'Aquitània que pertanyia al rei d'Austràsia (que era el seu oncle) fins al Carci i països veïns (Albigès, Velai i Gavaldà), territoris dependents de Sigebert I. Teodobert va cometre saquejos arreu no respectant ni les esglésies i monestirs que igualment foren saquejats i cremats o arruïnats, portant al territori una gran desolació narrada per Gregori de Tours que la compara a la persecució de Dioclecià.
Però al cap de pocs mesos els dos reis van fer la pau i Khilperic va retornar a Sigebert els llocs que li havia arrabassat, segurament a causa de les informacions que Sigebert havia aconseguit el suport de tropes germàniques; sembla que després de la pau Sigebert va despatxar als germànics i poc després (575) Khilperic va trencar la treva i tornà a atacar el territoris del seu germà. Aquest va decidir acabar amb Khilperic i el va combatre amb totes les forces, obligant-lo a tancar-se a Tournai, i els seus dominis foren quasi totalment ocupats. Llavors uns assassins enviats per la reina Fredegunda (en aquell moment casada amb Khilperic) van matar a Sigebert a Vitry (no abans del setembre del 575) i el seu fill Khildebert II, de cinc anys, va ser proclamat rei d'Austràsia a Metz, sota la regència de Brunilda. En totes aquesta lluites devia tenir un paper destacat el dux de Tolosa Desideri com a cap de les forces d'Aquitània. Khilperic I va sortir de Tournai i va recuperar els seus dominis ràpidament exercint cruel venjança sobre els ministres de Sigebert que havia fet presoners entre els quals el general Sigila un visigot de Catalunya o Septimània al que va cremar les unions de les extremitats amb ferros roents.
Khilperic I no es va quedar satisfet amb recuperar els seus dominis i va voler conquerir Asutràsia. Khildebert estava a París amb la seva mare Brunilda, i Khilperic tenia molta autoritat en aquesta ciutat de la que posseïa una part. Però un senyor austrasià, Gondobald o Gondebald, el va salvar al portar-lo secretament cap a Metz on fou coronat el dia de Nadal del 575. Els seus dominis li van restar fidels incloent els de la part d'Aquitània que li pertanyia. Brunilda no va poder sortir de París abans de l'arribada de Khilperic que es va apoderar de tota la ciutat, i la va fer presonera, enviant-la desterrada a Rouen mentre les seves dues filles Ingonde i Clodosvinde, que estaven amb ella, foren enviades desterrades a Meaux. Llavors Khilperic va enviar el seu fill Meroveu amb un poderós exèrcit al sud del riu Loira per apoderar-se de la part d'Aquitània que depenia d'Austràsia ordenant al duc Desideri de Tolosa de posar-se en campanya al mateix temps i atacar el mateix territori per l'altre costat. El govern de la regència del jove Khildebert II, per crear una diversió, va fer marxar les milícies de la Xampanya cap a Soissons amb orde d'atacar aquesta ciutat, però Khilperic va reaccionar a temps i va derrotar a aquestes forces, fent fracassar l'intent. Khildebert va quedar sense més recursos i va haver de demanar la protecció del rei Guntram de Borgonya el Sant, que era el seu oncle, que va acceptar la regència.
Clodoveu, fill de Khilperic I, va entrar a Aquitània i va arribar fins a Saintes; pel seu costat Desideri va arribar al Carcí, l'Albigès, el Velai i el Gavaldà, va derrotar a les tropes lleials a Khildebert que formaven la guarnició d'Albi, i es va apoderar dels territoris en nom del seu rei. Estava a punt d'entrar al Llemosí quan Gontran va enviar contra ell al general Mòmol amb l'exèrcit borgonyó, amb orde d'aturar-lo i de recuperar l'Aquitània austrasiana ocupada per Desideri. Els dos exèrcits es van trobar al Llemosí i van lliurar una sagnant batalla en la qual Desideri fou derrotat i va haver de fugir després de perdre 24.000 soldats. Mòmol va perdre cinc mil homes. Mòmol va atacar llavors l'Albigès però el 576 Clodoveu va obligar a Mòmol a retirar-se cap a Borgonya. La part de Desideri en els esdeveniments del 576 no és esmentada; el ducat va romandre tranquil uns anys fins al 581.
Dinami de Marsella governador de la part austrasiana de Marsella, havia abraçat secretament el partit del rei Guntram de Borgonya i intentava afablir l'autoritat de Khildebert II. El bisbe de Marsella, Teodor, lleial al rei austrasià, representava un obstacle per aquestos fins i Dinami va posar en dubte la seva fidelitat, fins al punt que va haver de fer un viatge a la cort de Metz per justificar-se. Just quan Teodor va sortir de Marsella, Dinami, que esperava la seva absència per actuar, es va apoderar de tota la ciutat i rodalia i es va revoltar obertament contra Khildebert. Aquest va decidir enviar un exèrcit contra el rebel però per arribar a Marsella havia de creuar territori de Guntram que havia fet vigilar tots els passos. Així l'exèrcit va haver d'agafar la ruta de Turena, sota la direcció de Gundulf al que acompanyava Teodor que ja s'havia justificat amb facilitat de les acusacions de Dinami. Aquest va preparar la defensa però Gondulf el va atreure a una conferència i el va capturar a traïció; llavors el seu govern es va rendir i Dinami va fer un nou jurament de fidelitat al rei davant de Gondulf. Just sortir aquest del país que Dinami va rebutjar el seu jurament i va revoltar la part de la Marsella austrasiana a favor de Guntram.
Això va comportar una guerra oberta entre Guntram i Khildebert II. Aquest estava aliat ara al seu antic enemic Khilperic I de Nèustria que va ordenar llavors al duc Desideri de Tolosa d'iniciar una campanya militar cap al Perigord i l'Agenès (Agenois) dependències del regne de Borgonya, que havia d'ocupar. Desideri va iniciar les operacions entrant al Perigord on es va trobar amb Ragnoald, duc de l'Aquitània borgonyona, al que va derrotar i va obligar a fugir. Una vegada ocupat el Perigord es va dirigir a Agen i es va apoderar de la regió amb la mateixa facilitat. La dona del dux Ragnoald va ser feta presonera a Agen, i que temerosa de patir algun maltractament es va refugiar a l'església de Saint-Caprais, però Desideri, sense respectar el lloc la va fer sortir, li va fer deixar una penyora i la va enviar a Tolosa, on la dama seguia pensant que seria maltractada i per això es va refugiar altre cop a l'església de Sant sadurní on va restar. Desideri, una vegada conquerida Agen, va sotmetre l'Agenès, i junt amb el Perigord el va declarar possessió de Khilperic I. Aquest va enviar governadors i Guntram no va fer cap pas per recuperar els territoris el que va permetre una pau de fet entre Austràsia i Borgonya, però la reconciliació fou de curta durada i Khildebert va reprendre les hostilitats per recuperar Marsella. El seu aliat el rei Khilperic va ordenar immediatament als governadors provincials mobilitzar a les milícies contra els borgonyons i ell mateix va agafar el comandament de les tropes reials per anar a assetjar Melun.
Desideri de Tolosa, que sembla que vers el 580 o poc després hauria estès la seva autoritat a l'Albigès, Velai, Gavalda, Carci i el Llemosí (potser cedits o confirmats per Austràsia a Nèustria quan els dos regnes es van aliar vers 580) va rebre orde de Khilderic I (583) d'unir les seves tropes a les del general Bladast i atacar el Berry per un costat mentre el dux Berulf, amb les milícies de Tours, Poitiers, Angers i Nantes, atacaria per l'altre costat. Desideri va entrar al Berry que va assolar i es disposava a assetjar Bourges, la capital, quan les milícies del territori, uns 15000 homes, li van fer front; el combat fou sagnant i cada part va perdre uns set mil homes, però sembla que l'avantatge fou per Desideri que es va poder reunir amb els altres generals de Khilperic que havien entrat també al Berry; junts van devastar la resta del país sense respectar ni les esglésies moltes de les quals foren incendiades, i finalment van assetjar Bourges. Mentre Guntram havia avançat contra Khilperic i el va derrotar en un combat prop de Melun. Aquesta derrota va portar al rei de Nèustria a acceptar la pau i es va posar fi a les hostilitats entre els dos regnes. Desideri va rebre orde d'aixecar el setge de Bourges i de tornar als seus quarters amb les tropes, i va complir, dirigint-se a Tolosa per la Turena (que va devastar durant el seu pas, tot i que el territori era possessió de Khilperic). Tot seguit Guntram va restituir a Khildebert II la part de Marsella que li havia usurpat el que va permetre per un temps una pau general entre els tres prínceps.
Després de la guerra i potser a causa de la desolació que va comportar, va provocar una pesta que es va estendre pel sud de la Gàl·lia incloent la Septimània visigoda i, per tant, els dominis de Desideri. Narbona fou especialment afectada i també Albi, on és esmentada la tasca del bisbe Salvi d'Albi que hauria mort a causa de l'epidèmia (584). Aquest mateix any va morir Khilperic I i la seva esposa, Fredegunda, per por de ser castiagada pels seus crims, es va refugiar (amb una part del tresor) a la catedral de París amb el bisbe Ragnemod; Fredegunda havia cridat a Guntram de Borgonya, que al cap de poc es va acostar a París i va agafar a la reina sota la seva protecció, junt amb el fill únic, de 4 mesos, de nom Clotari II (després conegut com a Clotari II el Gran), Khildebert que estava a Meaux, es va acostar també a París però els habitants li van refusar l'entrada; el rei asutrasià va enviar ambaixadors a Guntram per demanar renovar l'aliança i entregar a la reina a la que Khildebert atribuir amb raó la mort del seu pare Sigebert I i tots els mals que Khilperic havia fet a Austràsia; però Gontran estava indignat perquè acabava de trobar uns papers que provaven una aliança de Khilperic i Khildebert per arrabassar a Guntram els seus estats, i va refusar la petició. Llavors els ambaixadors van demanar almenys la restitució dels territoris austrasians usurpats per Nèustria (Carci, Albigès, Velai i Gavaldà) que ara estaven sota govern de Desideri de Tolosa, però Guntram va refusar també aquesta petició al·legant que la successió de Caribert I (561-567) havia quedat anul·lada per la violació del jurament que Sigebert I i Khilperic I havien fet (junt amb Guntram) segons el qual aquell dels tres que entrés a París sense participació dels altres dos (cadascun tenia un terç de la ciutat) perdria la resta de l'herència (Guntram al·legava que els dos reis havien entrat a París sense el seu consentiment) i que per tant tenia el dret a tota l'herència de Caribert, de la qual el Tolosà i l'Albigès eren part. Però Desideri de Tolosa ja havia adoptat mesures pel destí d'aquestes regions en favor de Gondobald que poc després fou proclamat rei d'Aquitània.
Desideri es va reunir amb un altre cap dels rebels, Mòmol, a Avinyó, i també es va trobar amb Gondobald, i tots els conjurats van sortir (desembre del 584) amb l'exèrcit i tresors disposats a conquerir l'Aquitània austrasiana i posar l'Aquitània de Nèustria sota el poder de Gondobald. Després de creuar el massís Central, Gondobald fou proclamat rei a Brive-la-Gaillarde, al Llemosí, i llavors es va dedicar a recórrer les ciutats del seu regne acompanyat de Desideri i altres. Va rebre la submissió de les ciutats que havien estat de Khilperic però també de les de Khildebert i les de Guntram.
Aquest darrer rei va començar a actuar el 585 i va reunir un gran exèrcit amb el que va sotmetre el Poitou. En endavant els esdeveniments van anar en contra de Gondobald, Desideri i Mòmol. Gondobald va rebre el jurament a Angulema, i després es va dirigir a Perigeux on el bisbe Carteri no el va rebre honorablement el que li va costar injúries del nou rei; a Tolosa el bisbe Magnulf va refusar de reconèixer-lo i fou condemnat a l'exili. Gondobald va començar a perdre suports; els principals que tenia eren el duc Bladast d'Aquitània, el comte de Bordeus Garacari, Waddon, mestre de palau de la princesa Rigonta, i els bisbes Sagitari de Gap, Bertran de Bordeus, Pal·ladi de Saintes, Oreste de Bazas, Faustià de Dax (ordenat per orde de Gondobald per Pal·ladi de Saintes) i Ursinus de Cahors (ordenat per amics de Betran de Bordeus); el seu domini abraçava tots els territoris al sud de la Garona. La part més fidel era la Novempopulània de la que Bladast era duc.
Gondobald va enviar a Guntram dos ambaixadors que foren torturats i el rei borgonyó va convocar als gran d'Austràsia i al rei Khildebert II al que va restaurar tots els territoris que havien estat del seu pare Sigebert I, el va designar hereu, i el va comminar a no tractar amb Gondobald i a no refiar-se de la seva mare Brunilda que considerava instigadora del complot de Gondebald. Amb això la noblesa asutrasiana que donava suport a la rebel·lió va quedar desmantellada.
El primer que se'n va separar fou el dux Desideri que es va retirar a alguns castells ben fortificats que posseïa a l'Albigès. A finals de febrer del 585 l'exèrcit borgonyó va ocupar el refugi de Gondobald a la moderna Saint-Bertrand-de-Comminges, on Gondobald havia estat mort pels seus propis homes que havien comprat la seva vida a canvi de la del príncep. Capturats o fugitius tots els partidaris de Gondobald, només restava Desideri, que estava disposat a fer la pau amb Guntram a qualsevol preu; va enviar al rei a diversos bisbes de la seva confiança i respectats pel rei i especialment l'abat Irier pel que Guntram tenia especial veneració. Finalment es va acordar l'entrevista i Desideri es va tirar als peus del rei, que no sols el va perdonar sinó que el va reenviar a Tolosa on va conservar el govern que Guntram li va poder confirmar perquè en adoptar com a hereu a Khildebert II considerava reunits els dos regnes i a l'hereu només a l'espera de l'herència completa, sent Guntram a més el regent de Nèustria. Desideri va participar l'estiu del 585 en l'atac a Carcassona a la Septimània visigoda, que va ser un fracàs.
El 587 Guntram va cedir formalment l'Albigès (i cal suposar que els països veïns del Carci, Velai i Gavaldà) a Khildebert II complint la seva promesa del 585, bestrayent-los del govern de Desideri que hi tenia molta afecció (el seu patrimoni personal estava en aquesta regió) i a més temia que Khildebert el castigués per haver ocupat antigament la ciutat d'Albi durant el regnat de Sigebert I (pare de Khildebert II)i va decidir marxar amb la seva esposa Tetràdia i els seus fills i establir-se al Tolosà, sota domini de fet de Guntram com a regent de Nèustria. Quan la Septimània es va revoltar el mateix 587 sota inspiració dels arrians després de la conversió dels visigots al catolicisme, dirigida pel bisbe arrià de Narbona Athaloc, els rebels van demanar ajut al catòlic Guntram i al duc Desideri de Tolosa, que va mobilitzar les milícies del Tolosà. Abans de la seva sortida va deixar disposar els seus afers successoris (privats) deixant els seus béns repartits entre la seva dona i els seus fills; llavors va entrar a la Septimània seguit del compte Austrobald amb tropes borgonyones, i van assetjar Carcassona, que ja estava en estat de defensa. La ciutat va resistir més del que s'esperava i va permetre a Recared enviar a la zona un exèrcit de reforç manat pel dux Claudi de Lusitània. Mentre el bisbe Athaloc es va posar malalt i poc després de caure al llit va morir. L'exèrcit de Recared va derrotar els altres caps rebels i els seus aliats borgonyons. La derrota va ser completa i la seguretat de Septimània va quedar garantida. Granista i Vildigern, els dos principals caps rebels van morir en la lluita. Només restava expulsar els que assetjaven Carcassona dirigits per Desideri. Quan l'exèrcit visigot es va acostar a la ciutat, va fingir tenir por dels francs i van simular una retirada; Desideri i Austrobald pensant que realment estaven fugint, van agafar les seves tropes per perseguir-los; però com que la retirada era en bon ordre, finalment van desistir i van retornar al setge de Carcassona; però mentre van estar absents havien quedat pocs homes pel setge, i els que tornaven ho feien ara sense la cavalleria (que per cansament havia quedat enrere) i sense la meitat de la infanteria, que s'havia desorganitzat durant la persecució; els assetjats van veure la seva ocasió i van fer una sortida vigorosa; els borgonyons foren derrotats i Desideri va morir a la lluita junt amb els soldats de la seva escorta; la seva mort va desconcertar a les tropes borgonyones i d'altra banda les tropes visigodes en retirada fingida, ja havien tornat a avançar cap a Carcassona i s'acostaven a la ciutat, i enfrontaven amb èxit als soldats borgonyons que s'havien quedat retardats en el retorn. Les tropes borgonyones es van desbandar i van fugir deixant el camp i considerable equipament, a més de patir fortes baixes.